# Goyazianthus
Goyazianthus, monotipski rod glavočika, dio tribusa Eupatorieae. Jedina vrsta je brazilski endem G. tetrastichus

## Opis
Rod Goyazianthus uključuje jednu žbunastu vrstu koja je poznata iz države Goias u sjeveroistočnom Brazilu. Sličan je vrstama Pseudobrickellia, ali se razlikuje po šire razmaknutim listovima koji su nasuprotni, barem distalno, i razlikama u papusu i omotaču od listolikih brakteja.